# جین ایر (فیلم ۱۹۷۰)
جین ایر (انگلیسی: Jane Eyre) فیلمی به کارگردانی دلبرت من است که در سال ۱۹۷۰ منتشر شد. از بازیگران آن می‌توان به جرج سی. اسکات و سوزانا یورک اشاره کرد.